# Danh sách quân chủ tại vị lâu nhất
Đây là một danh sách vị quân chủ trị vì lâu nhất mọi thời đại, chi tiết về các vị quân chủ và các nhà lãnh đạo suốt đời trị vì lâu nhất trong lịch sử thế giới, sắp xếp theo thời gian trị vì. Các vị quân chủ đang trị vì hiện nay được tô màu xanh lá cây.

## Quân chủ của quốc gia có chủ quyền với thời gian trị vì có thể xác minh theo ngày tháng chính xác
Bảng dưới đây chứa các vị quân chủ của quốc gia có chủ quyền quốc tế trong hầu hết hoặc tất cả các triều đại của họ.
| STT                          | Tên                              | Quốc gia | Tại vị               | Tại vị               | Thời gian trị vì | Thời gian trị vì |
| STT                          | Tên                              | Quốc gia | Từ                   | Đến                  | (ngày)           | (năm, ngày)      |
| ---------------------------- | -------------------------------- | --- | -------------------- | -------------------- | ---------------- | ---------------- |
| 1                            | Louis XIV                        | Pháp | 14 tháng 5 năm 1643  | 1 tháng 9 năm 1715   | 26.407           | 72 năm, 110 ngày |
| 2                            | Elizabeth II                     | Anh Quốc, · Canada, · Úc và · New Zealand | 6 tháng 2 năm 1952   | 8 tháng 9 năm 2022   | 25.782           | 70 năm, 214 ngày |
| 3                            | Bhumibol Adulyadej (Rama IX)     | Thái Lan | 9 tháng 6 năm 1946   | 13 tháng 10 năm 2016 | 25.694           | 70 năm, 126 ngày |
| 4                            | Johann II                        | Liechtenstein | 12 tháng 11 năm 1858 | 11 tháng 2 năm 1929  | 25.658           | 70 năm, 91 ngày  |
| 5                            | Kʼinich Janaabʼ Pakal I          | Palenque | 29 tháng 7 năm 615   | 31 tháng 8 năm 683   | 24.870           | 68 năm, 33 ngày  |
| 6                            | Franz Joseph I                   | Áo (1848–1867) · Áo-Hung (1867–1916) | 2 tháng 12 năm 1848  | 21 tháng 11 năm 1916 | 24.825           | 67 năm, 355 ngày |
| 7                            | Ferdinando III                   | Sicilia (1759–1816) · Hai Sicilia (1816–1825) | 6 tháng 10 năm 1759  | 4 tháng 1 năm 1825   | 23.831           | 65 năm, 90 ngày  |
| 8                            | Victoria                         | Anh Quốc | 20 tháng 6 năm 1837  | 22 tháng 1 năm 1901  | 23.226           | 63 năm, 216 ngày |
| 9                            | James I                          | Aragón | 12 tháng 9 năm 1213  | 27 tháng 7 năm 1276  | 22.964           | 62 năm, 319 ngày |
| 10                           | Hirohito (Thiên hoàng Chiêu Hòa) | Nhật Bản | 25 tháng 12 năm 1926 | 7 tháng 1 năm 1989   | 22.659           | 62 năm, 13 ngày  |
| 11                           | Hoàng đế Khang Hi                | Đại Thanh Đế Quốc | 5 tháng 2 năm 1661   | 20 tháng 12 năm 1722 | 22.597           | 61 năm, 318 ngày |
| 12                           | Hoàng đế Càn Long                | Đại Thanh Đế Quốc | 18 tháng 10 năm 1735 | 9 tháng 2 năm 1796   | 22.029           | 60 năm, 114 ngày |
| 13                           | Christian IV                     | Đan Mạch–Na Uy | 4 tháng 4 năm 1588   | 28 tháng 2 năm 1648  | 21.879           | 59 năm, 330 ngày |
| 14                           | Elizabeth II                     | Jamaica | 6 tháng 8 năm 1962   | 8 tháng 9 năm 2022   | 21.948           | 60 năm, 33 ngày  |
| 15                           | George III                       | Vương quốc Anh (1760–1801) · Vương quốc Ireland (1760–1801) · Vương quốc Liên hiệp Anh và Ireland (1801–1820) · Tuyển hầu quốc Hannover (1760–1814) · Vương quốc Hanover (1814–1820) | 25 tháng 10 năm 1760 | 29 tháng 1 năm 1820  | 21.644           | 59 năm, 96 ngày  |
| 16                           | Honoré III                       | Monaco | 7 tháng 11 năm 1733  | 19 tháng 1 năm 1793  | 21.623           | 59 năm, 73 ngày  |
| 17                           | Louis XV                         | Vương quốc Pháp | 1 tháng 9 năm 1715   | 10 tháng 5 năm 1774  | 21.436           | 58 năm, 251 ngày |
| 18                           | Pedro II                         | Brazil | 7 tháng 4 năm 1831   | 15 tháng 11 năm 1889 | 21.407           | 58 năm, 222 ngày |
| 19                           | Nicholas I                       | Thân vương quốc Montenegro (1860–1910) · Vương quốc Montenegro (1910–1918) | 13 tháng 8 năm 1860  | 26 tháng 11 năm 1918 | 21.288           | 58 năm, 105 ngày |
| 20                           | Wilhelmina                       | Hà Lan | 23 tháng 11 năm 1890 | 4 tháng 9 năm 1948   | 21.104           | 57 năm, 286 ngày |
| 21                           | James VI                         | Scotland | 24 tháng 7 năm 1567  | 27 tháng 3 năm 1625  | 21.066           | 57 năm, 246 ngày |
| 22                           | Conrad I                         | Burgundy | 11 tháng 7 năm 937   | 19 tháng 10 năm 993  | 20.554           | 56 năm, 100 ngày |
| 23                           | Alfonso VIII                     | Castila | 31 tháng 8 năm 1158  | 5 tháng 10 năm 1214  | 20.489           | 56 năm, 35 ngày  |
| 24                           | Henry III                        | England | 28 tháng 10 năm 1216 | 16 tháng 11 năm 1272 | 20.473           | 56 năm, 19 ngày  |
| 25                           | Lý Nhân Tông                     | Đại Việt | 1 tháng 2 năm 1072   | 15 tháng 1 năm 1128  | 20.436           | 55 năm, 347 ngày |
| Cập nhật hàng ngày theo UTC. |                                  | |                      |                      |                  |                  |

## Quân chủ của quốc gia cấu thành hoặc lệ thuộc với thời gian trị vì có thể xác minh theo ngày tháng chính xác
Bảng dưới đây bao gồm các quân chủ của các quốc gia không có chủ quyền quốc tế trong hầu hết thời gian trị vì của họ.
"(HRE)" chỉ một quốc gia bán chủ quyền trong Đế chế La Mã Thần thánh và triều đại kết thúc trước khi Đế chế tan rã vào năm 1806. 
"(HRE*)" chỉ một triều đại bắt đầu khi nhà nước nằm trong Đế chế và còn tiếp tục tồn tại sau khi Đế chế tan ra. 
| STT | Tên                                                  | Quốc gia | Tại vị                  | Tại vị                  | Thời gian trị vì | Thời gian trị vì |
| STT | Tên                                                  | Quốc gia | Từ                      | Đến                     | (ngày)           | (năm, ngày)      |
| --- | ---------------------------------------------------- | --- | ----------------------- | ----------------------- | ---------------- | ---------------- |
| 1   | Sobhuza II                                           | Eswatini (đất nước bảo hộ của Anh cho đến năm 1968)                                                                                   | 10 tháng 12 năm 1899    | 21 tháng 8 năm 1982     | 30.204           | 82 năm, 254 ngày |
| 2   | Bernhard VII                                         | Lippe (HRE) | 12 tháng 8 năm 1429     | 2 tháng 4 năm 1511      | 29.818           | 81 năm, 234 ngày |
| 3   | Eberhard III                                         | Arenberg (HRE) | 29 tháng 3 năm 1308     | 15 tháng 11 năm 1387    | 29.085           | 79 năm, 231 ngày |
| 4   | William IV                                           | Henneberg-Schleusingen (HRE) | 26 tháng 5 năm 1480     | 24 tháng 1 năm 1559     | 28.731           | 78 năm, 243 ngày |
| 5   | Karansinhji                                          | Bang Lakhtar (một phần của Raj thuộc Anh từ năm 1858)                                                                                 | 15 tháng 6 năm 1846     | 8 tháng 8 năm 1924      | 28.543           | 78 năm, 54 ngày  |
| 6   | Heinrich XI                                          | Reuss-Obergreiz (HRE) | 17 tháng 3 năm 1723     | 28 tháng 6 năm 1800     | 28.227           | 77 năm, 103 ngày |
| 7   | Idris ibni Muhammad al-Qadri, Tunku Besar của Tampin | Tampin ( Negeri Sembilan, Malaysia) (một phần của Mã Lai thuộc Anh cho đến năm 1957)                                                  | 3 tháng 12 năm 1929     | 26 tháng 12 năm 2005    | 27.782           | 76 năm, 23 ngày  |
| 8   | Christian August                                     | Palatinate-Sulzbach (HRE) | 14 tháng 8 năm 1632     | 23 tháng 4 năm 1708     | 27.645           | 75 năm, 253 ngày |
| 9   | Bishan Chandra Jenamuni                              | Rairakhol (một phần của Raj thuộc Anh từ năm 1858)                                                                                    | 13 tháng 3 năm 1825     | 27 tháng 6 năm 1900     | 27.499           | 75 năm, 106 ngày |
| 10  | Mudhoji IV Rao Naik Nimbalkar                        | Phaltan (một phần của Raj thuộc Anh từ 1858)                                                                                          | 7 tháng 12 năm 1841     | 17 tháng 10 năm 1916    | 27.342           | 74 năm, 315 ngày |
| 11  | Bhagvatsingh Sahib                                   | Bang Gondal (Raj thuộc Anh) | 14 tháng 12 năm 1869    | 10 tháng 3 năm 1944     | 27.114           | 74 năm, 87 ngày  |
| 12  | George William                                       | Schaumburg-Lippe (HRE*) | 13 tháng 2 năm 1787     | 21 tháng 11 năm 1860    | 26.944           | 73 năm, 282 ngày |
| 13  | Charles Frederick                                    | Baden (HRE*) | 12 tháng 5 năm 1738     | 10 tháng 6 năm 1811     | 26.691           | 73 năm, 29 ngày  |
| 14  | John Louis                                           | Nassau-Saarbrücken (HRE) | 19 tháng 10 năm 1472    | 4 tháng 6 năm 1545      | 26.525           | 72 năm, 228 ngày |
| 15  | Henry Frederick                                      | Hohenlohe-Langenburg (HRE) | 29 tháng 1 năm 1628     | 5 tháng 8 năm 1699      | 26.121           | 71 năm, 188 ngày |
| 16  | Jagatjit Singh                                       | Kapurthala (Raj thuộc Anh) | 3 tháng 9 năm 1877      | 20 tháng 8 năm 1948     | 25.918           | 70 năm, 352 ngày |
| 17  | Parashuramrao Shrinivas                              | Aundh (Ấn Độ) | 30 tháng 8 năm 1777     | 11 tháng 6 năm 1848     | 25.852           | 70 năm, 286 ngày |
| 18  | Franz Karl                                           | Fürstenberg-Donaueschingen (HRE) | 15 tháng 11 năm 1627    | 19 tháng 7 năm 1698     | 25.814           | 70 năm, 246 ngày |
| 19  | Werner                                               | Salm-Reifferscheid-Dyck (HRE) | 31 tháng 10 năm 1559    | 26 tháng 12 năm 1629    | 25.624           | 70 năm, 56 ngày  |
| 20  | Karl August                                          | Saxe-Weimar-Eisenach (HRE*) | 28 tháng 5 năm 1758     | 14 tháng 6 năm 1828     | 25.584           | 70 năm, 17 ngày  |
| 21  | Alberico I Cybo-Malaspina                            | Massa và Carrara (HRE) | 6 tháng 6 năm 1553      | 18 tháng 1 năm 1623     | 25.428           | 69 năm, 226 ngày |
| 22  | Heinrich Joseph Johann                               | Auersperg (HRE) | 6 tháng 11 năm 1713     | 9 tháng 2 năm 1783      | 25.297           | 69 năm, 95 ngày  |
| 23  | Frederick III                                        | Inner Austria (HRE) | 10 tháng 6 năm 1424     | 19 tháng 8 năm 1493     | 25.272           | 69 năm, 70 ngày  |
| 24  | George William                                       | Palatinate-Zweibrücken-Birkenfeld (HRE)                                                                                               | 16 tháng 12 năm 1600    | 25 tháng 12 năm 1669    | 25.211           | 69 năm, 9 ngày   |
| 25  | George I                                             | Anhalt-Dessau (HRE) | 24 tháng 9 năm 1405     | 21 tháng 9 năm 1474     | 25.199           | 68 năm, 362 ngày |
| 26  | Frederick V                                          | Hesse-Homburg (HRE*) | 7 tháng 2 năm 1751      | 20 tháng 1 năm 1820     | 25.183           | 68 năm, 347 ngày |
| 27  | Vikramatji Khimojiraj                                | Porbandar (lãnh thổ bảo hộ của Anh, sau đó là một phần của Raj thuộc Anhh từ năm 1858)                                                | 20 tháng 6 năm 1831     | 21 tháng 4 năm 1900     | 25.142           | 68 năm, 305 ngày |
| 28  | Krishnaraja Wadiyar III                              | Vương quốc Mysore(Liên minh Công ty của Anh , sau đó là một phần của Raj thuộc Anh từ năm 1858)                                       | 30 tháng 6 năm 1799     | 27 tháng 3 năm 1868     | 25.107           | 68 năm, 271 ngày |
| 29  | Chintaman Rao I Appa Sahib                           | Sangli (Ấn Độ) | 6 tháng 11 năm 1782     | 15 tháng 7 năm 1851     | 25.087           | 68 năm, 251 ngày |
| 30  | Johann Friedrich                                     | Castell-Rüdenhausen (HRE) | 10 tháng 1 năm 1681     | 23 tháng 6 năm 1749     | 25.000           | 68 năm, 164 ngày |
| 31  | Sawant Singh                                         | Pratapgarh (Ấn Độ) | 26 tháng 10 năm 1775    | 5 tháng 1 năm 1844      | 24.907           | 68 năm, 71 ngày  |
| 32  | Christian Karl Reinhard                              | Leiningen-Dagsburg (HRE) | 3 tháng 11 năm 1698     | 17 tháng 11 năm 1766    | 24.850           | 68 năm, 14 ngày  |
| 33  | Ram Singh                                            | Bang Bundi (lãnh thổ bảo hộ của Anh, sau đó là một phần của Raj thuộc Anh từ năm 1858)                                                | 14 tháng 5 năm 1821     | 28 tháng 3 năm 1889     | 24.790           | 67 năm, 318 ngày |
| 34  | Ernest II                                            | Oettingen-Wallerstein (HRE) | 14 tháng 10 năm 1602    | 3 tháng 3 năm 1670      | 24,613           | 67 năm, 141 ngày |
| 35  | Malietoa Tanumafili II                               | Samoa | 7 tháng 1 năm 1940      | 11 tháng 5 năm 2007     | 24.596           | 67 năm, 124 ngày |
| 36  | Henry III                                            | Meissen (HRE) | 18 tháng 1 năm 1221     | 15 tháng 2 năm 1288     | 24.499           | 67 năm, 28 ngày  |
| 37  | Eberhard IV                                          | Arenberg (HRE) | 15 tháng 11 năm 1387    | 12 tháng 11 năm 1454    | 24.468           | 64 năm, 363 ngày |
| 38  | Aliénor                                              | Aquitaine (HRE) | 9 tháng 4 năm 1137      | 1 tháng 4 năm 1204      | 24.464           | 66 năm, 358 ngày |
| 39  | Augustus                                             | Anhalt-Plötzkau (HRE) | 6 tháng 12 năm 1586     | 22 tháng 8 năm 1653     | 24.366           | 66 năm, 259 ngày |
| 40  | Amarsinhji Banesinhji                                | Wankaner (Raj thuộc Anh) | 12 tháng 6 năm 1881     | 15 tháng 2 năm 1948     | 24.353           | 66 năm, 248 ngày |
| 41  | Khengarji III                                        | Cutch (Raj thuộc Anh) | 19 tháng 12 năm 1875    | 15 tháng 1 năm 1942     | 24.133           | 66 năm, 27 ngày  |
| 42  | Sulaiman Sharif ul-'Alam Shah                        | Vương quốc Hồi giáo Serdang (Indonesia)                                                                                               | 20 tháng 12 năm 1879    | 4 tháng 12 năm 1945     | 24.090           | 65 năm, 349 ngày |
| 43  | Leopold III                                          | Anhalt-Dessau (HRE) | 16 tháng 12 năm 1751    | 9 tháng 8 năm 1817      | 23.977           | 65 năm, 236 ngày |
| 44  | John I                                               | Brittany (Pháp) | 21 tháng 10 năm 1221    | 8 tháng 10 năm 1286     | 23.728           | 64 năm, 352 ngày |
| 45  | Frederick William                                    | Hohenzollern-Hechingen (HRE) | 13 tháng 1 năm 1671     | 14 tháng 11 năm 1735    | 23.680           | 64 năm, 305 ngày |
| 46  | Johann Seyfried                                      | Eggenberg(HRE) | 19 tháng 2 năm 1649     | 5 tháng 10 năm 1713     | 23.603           | 64 năm, 228 ngày |
| 47  | Gangadhar Rao II Bala Sahib Patwardhan               | Miraj Senior (Raj thuộc Anh) | 6 tháng 6 năm 1875      | 11 tháng 12 năm 1939    | 23.563           | 64 năm, 188 ngày |
| 48  | Marie II                                             | Soissons (Pháp) | 25 tháng 10 năm 1482    | 1 tháng 4 năm 1547      | 23.533           | 64 năm, 158 ngày |
| 49  | Vishwanath Singh Bahadur                             | Chhatarpur (Raj thuộc Anh) | 4 tháng 11 năm 1867     | 4 tháng 4 năm 1932      | 23.527           | 64 năm, 152 ngày |
| 50  | Friedrich II Magnus                                  | Salm-Neuweiler (HRE) | 26 tháng 10 năm 1608    | 25 tháng 1 năm 1673     | 23,467           | 64 năm, 91 ngày  |
| 51  | Albert V                                             | Anhalt-Dessau (HRE) | 24 tháng 9 năm 1405     | 24 tháng 9 năm 1469     | 23.376           | 64 năm, 0 ngày   |
| 52  | Ibrahim                                              | Johor, Malaysia (một phần của Mã Lai thuộc Anh cho đến năm 1957)                                                                      | 4 tháng 6 năm 1895      | 8 tháng 5 năm 1959      | 23.348           | 63 năm, 338 ngày |
| 53  | Sayajirao Gaekwad III                                | Bang Baroda (Raj thuộc Anh) | 27 tháng 5 năm 1875     | 6 tháng 2 năm 1939      | 23.265           | 63 năm, 256 ngày |
| 54  | Albert Anton                                         | Schwarzburg-Rudolstadt (HRE) | 4 tháng 11 năm 1646     | 24 tháng 6 năm 1710     | 23.242           | 63 năm, 232 ngày |
| 55  | Anton Günther                                        | Oldenburg (HRE) | 12 tháng 11 năm 1603    | 19 tháng 6 năm 1667     | 23.230           | 63 năm, 219 ngày |
| 56  | Frederick Augustus I                                 | Vương quốc Sachsen(HRE*) | 17 tháng 12 năm 1763    | 5 tháng 5 năm 1827      | 23.149           | 63 năm, 139 ngày |
| 57  | Ludwig I                                             | Anhalt (HRE) | ngày 9 tháng 1 năm 1586 | ngày 7 tháng 1 năm 1650 | 23,039           | 63 years,29 days |
| 58  | Isa ibn Ali Al Khalifa                               | Bahrain(đất nước bảo hộ của Anh từ năm 1880)                                                                                          | 1 tháng 12 năm 1869     | 9 tháng 12 năm 1932     | 23.018           | 63 năm, 8 ngày   |
| 59  | Charles III                                          | Upper Lorraine (HRE) | 12 tháng 6 năm 1545     | 14 tháng 5 năm 1608     | 22.982           | 62 năm, 337 ngày |
| 60  | Johann Friedrich II                                  | Hohenlohe-Neuenstein-Öhringen (HRE)                                                                                                   | 17 tháng 10 năm 1702    | 24 tháng 8 năm 1765     | 22.957           | 62 năm, 311 ngày |
| 61  | Karl Friedrich I                                     | Oettingen-Wallerstein | 22 tháng 11 năm 1842    | 31 tháng 8 năm 1905     | 22.927           | 62 năm, 282 ngày |
| 62  | Philipp Ernst                                        | Hohenlohe-Waldenburg-Schillingsfürst (HRE)                                                                                            | 21 tháng 2 năm 1697     | 29 tháng 11 năm 1759    | 22,926           | 62 năm, 281 ngày |
| 63  | Bernhard II                                          | Saxe-Meiningen (HRE*) | 24 tháng 12 năm 1803    | 20 tháng 9 năm 1866     | 22.916           | 62 năm, 270 ngày |
| 64  | Philip II                                            | Nassau-Weilburg (HRE) | 2 tháng 7 năm 1429      | 19 tháng 3 năm 1492     | 22.906           | 62 năm, 261 ngày |
| 65  | Nicolas Leopold I                                    | Salm-Hoogstraat (HRE) | 6 tháng 6 năm 1707      | 4 tháng 2 năm 1770      | 22.889           | 62 năm, 243 ngày |
| 66  | Christian II                                         | Palatinate-Birkenfeld-Bischweiler (HRE)                                                                                               | 16 tháng 9 năm 1654     | 25 tháng 4 năm 1717     | 22.866           | 62 năm, 221 ngày |
| 67  | Léopold Philippe                                     | Arenberg (HRE) | 19 tháng 8 năm 1691     | 4 tháng 3 năm 1754      | 22.842           | 62 năm, 197 ngày |
| 68  | Muhammad Ibrahim Ali Khan                            | Tonk (Raj thuộc Anh) | 20 tháng 12 năm 1867    | 23 tháng 6 năm 1930     | 22.830           | 62 năm, 185 ngày |
| 69  | Saqr bin Mohammed Al Qasimi                          | Ras Al Khaimah (một phần của Cơ quan bảo hộ các bang Trực thuộc Anh cho đến năm 1971, sau đó là Các Tiểu vương quốc Ả Rập Thống nhất) | 17 tháng 7 năm 1948     | 27 tháng 10 năm 2010    | 22.747           | 62 năm, 102 ngày |
| 70  | Nahar Singh                                          | Shahpura (Raj thuộc Anh) | 21 tháng 4 năm 1870     | 24 tháng 6 năm 1932     | 22.709           | 62 năm, 64 ngày  |
| 71  | Franz William                                        | Salm-Reifferscheid-Bedbur (HRE) | 1 tháng 1 năm 1673      | 31 tháng 12 năm 1734    | 22.643           | 61 năm, 364 ngày |
| 72  | Johann Christian I                                   | Eggenberg(HRE) | 19 tháng 2 năm 1649     | 14 tháng 12 năm 1710    | 22.577           | 61 năm, 298 ngày |
| 73  | Tuanku Abdul Hamid Halim Shah                        | Kedah Sultanate (Mã Lai thuộc Anh) | 22 tháng 9 năm 1881     | 13 tháng 5 năm 1943     | 22.512           | 61 năm, 233 ngày |
| 74  | Philip IV                                            | Waldeck-Wildungen (HRE) | 28 tháng 5 năm 1513     | 30 tháng 11 năm 1574    | 22.466           | 61 năm, 186 ngày |
| 75  | Wakhat Singh Dalil Singh                             | Lunavada (Raj thuộc Anh) | 31 tháng 10 năm 1867    | 27 tháng 4 năm 1929     | 22.458           | 61 năm, 178 ngày |
| 76  | Paku Alam VIII                                       | Pakualaman (Indonesia) | 12 tháng 4 năm 1937     | 11 tháng 9 năm 1998     | 22.432           | 61 năm, 152 ngày |
| 77  | Victor Amadeus                                       | Anhalt-Bernburg (HRE) | 22 tháng 9 năm 1656     | 14 tháng 2 năm 1718     | 22.424           | 61 năm, 145 ngày |
| 78  | Lakshman Singh, Maharawal of Banswara                | Bang Banswara (lãnh thổ bảo hộ của Anh, sau đó là một phần của Raj thuộc Anh từ năm 1858)                                             | 2 tháng 2 năm 1844      | 29 tháng 4 năm 1905     | 22.366           | 61 năm, 86 ngày  |
| 79  | Ulrich V                                             | Württemberg-Stuttgart (HRE) | 2 tháng 7 năm 1419      | 1 tháng 9 năm 1480      | 22.342           | 61 năm, 61 ngày  |
| 80  | Ranbir Singh                                         | Jind (Raj thuộc Anh) | 7 tháng 3 năm 1887      | 31 tháng 3 năm 1948     | 22.304           | 61 năm, 24 ngày  |
| 81  | Ernst Ludwig                                         | Hesse-Darmstadt (HRE) | 31 tháng 8 năm 1678     | 12 tháng 9 năm 1739     | 22.291           | 61 năm, 12 ngày  |
| 82  | Johann Friedrich I                                   | Hohenlohe-Neuenstein-Öhringen (HRE)                                                                                                   | 11 tháng 10 năm 1641    | 17 tháng 10 năm 1702    | 22.285           | 61 năm, 6 ngày   |
| 83  | Wilhelm Moritz II                                    | Isenburg-Philippseich (HRE) | 8 tháng 3 năm 1711      | 7 tháng 3 năm 1772      | 22.280           | 60 năm, 365 ngày |
| 84  | Christian Ernest                                     | Stolberg-Wernigerode (HRE) | 9 tháng 11 năm 1710     | 25 tháng 10 năm 1771    | 22.265           | 60 năm, 350 ngày |
| 85  | Adolf III                                            | Schauenburg and Holstein (HRE) | 6 tháng 7 năm 1164      | 3 tháng 1 năm 1225      | 22.096           | 60 năm, 181 ngày |

## Quân chủ không xác định được ngày trị vì chính xác
Các vị quân chủ này được phân nhóm theo thời gian trị vì theo số năm tròn. Trong mỗi nhóm năm, họ xuất hiện theo thứ tự lịch sử. Trong một năm nhất định, có thể có nhiều thời gian trị vì thực tế dựa trên ngày. Cho nên, bảng này không trình bày thứ hạng chính xác theo thời gian trị vì. Danh sách được giới hạn cho những người có thể được dự đoán hợp lý nằm trong phạm vi của những người trong các bảng trên, tối thiểu 57 năm.
Các vị thiên hoàng của Nhật Bản, theo lịch Nhật Bản cổ đại, trị vì trong những nhiệm kỳ rất dài từ 60–70 năm mỗi người. Người trị vì lâu nhất trong các vị hoàng đế huyền thoại, Thiên hoàng Kōan, được cho rằng là đã trị vì khoảng 101 năm. Những số liệu này không được đưa vào bảng vì chúng được các học giả hiện đại coi là không chính xác.
| STT | Tên                             | Quốc gia                                      | Tại vị                  | Tại vị               | Thời gian trị vì (năm ước lượng) |
| STT | Tên                             | Quốc gia                                      | từ                      | đến                  | Thời gian trị vì (năm ước lượng) |
| --- | ------------------------------- | --------------------------------------------- | ----------------------- | -------------------- | -------------------------------- |
| 1   | Minhti                          | Vương quốc Arakan                             | 1279                    | 1374                 | 95 năm (tranh cãi)               |
| 2   | Pepi II Neferkare               | Ai Cập cổ đại                                 | 2278 TCN                | 2184 TCN             | 94 năm (tranh cãi)               |
| 3   | Thái Tổ Đại Vương               | Cao Câu Ly                                    | 53                      | 146                  | 93 năm (tranh cãi)               |
| 4   | Ermanaric the Ostrogoth         | Oium                                          | 296 (tranh cãi)         | 376                  | 80 năm (tranh cãi)               |
| 5   | Mahanyod                        | Hariphunchai (Thái Lan)                       | 670                     | 750                  | 80 năm                           |
| 6   | Raja Sawai Basavalinga I        | Sundem (Ấn Độ)                                | 1763                    | 1843                 | 80 năm                           |
| 7   | Trường Thọ Vương                | Cao Câu Ly                                    | 413                     | 491                  | 78 năm                           |
| 8   | Mirian III                      | Vương quốc Iberia                             | 268 hoặc 284            | 345 hoặc 361         | 77 năm                           |
| 9   | Raisingh Deo                    | Patna (Ấn Độ)                                 | 1685                    | 1762                 | 77 năm                           |
| 10  | Otto I                          | Baden-Hachberg-Sausenberg (HRE)               | 1308                    | 1384                 | 76 năm                           |
| 11  | Thái Mậu                        | Shang (China)                                 | 1486 TCN                | 1411 TCN             | 75 năm                           |
| 12  | Mohan Singh                     | Rajgarha (Ấn Độ)                              | 1639                    | 14 tháng 4 năm 1714  | 75 năm                           |
| 13  | Vakhtang Gorgasali              | Vương quốc Iberia                             | 447                     | 522                  | 75 năm                           |
| 14  | Johann Philipp                  | Stadion (HRE)                                 | 1666                    | 1741                 | 75 năm                           |
| 15  | Sauromaces I                    | Kingdom of Iberia                             | 234 BCE                 | 159 BCE              | 75 năm                           |
| 16  | Sukhachain                      | Jind (Ấn Độ)                                  | 1676                    | 1751                 | 75 năm                           |
| 17  | Yo-Tha                          | Hariphunchai (Thái Lan)                       | 1197                    | 1271                 | 74 năm                           |
| 18  | Wilhelm I                       | Sayn-Wittgenstein (HRE)                       | 1494                    | 1568                 | 74 năm                           |
| 19  | Fazl Ali Khan II Bahadur        | Banganapalle                                  | 1686                    | 1759                 | 73 năm                           |
| 20  | Tezozomoc                       | Azcapotzalco                                  | 1353, 1367, hoặc 1370   | 1426                 | 73–56 năm                        |
| 21  | Triệu Vũ Vương                  | Nam Việt                                      | 209 TCN                 | 137 TCN              | 72 năm                           |
| 22  | Raja Sang Tawal                 | Kelantan Sultanate                            | 1267                    | 1339                 | 72 năm                           |
| 23  | Arwa al-Sulayhi                 | Yemen                                         | 1067                    | 1138                 | 71 năm                           |
| 24  | Simon I                         | Lippe (HRE)                                   | 1273                    | 1344                 | 71 năm                           |
| 25  | Heinrich VIII                   | Fürstenberg-Wolfach (HRE)                     | 1419                    | 30 tháng 11 năm 1490 | 71 năm                           |
| 26  | Pandukabhaya                    | Anuradhapura (Sri Lanka)                      | 437 TCN                 | 367 TCN              | 70 năm                           |
| 27  | Shapur II                       | Sasanian Empire (Persia)                      | 309                     | 379                  | 70 năm                           |
| 28  | Ponhea Yat                      | Khmer Empire (Cambodia)                       | 1393                    | 1463                 | 70 năm                           |
| 29  | Johann Ulrich                   | Stadion (HRE)                                 | 1530                    | 1600                 | 70 năm                           |
| 30  | Muhtarram Shah Kator The First  | Chitral (Ấn Độ)                               | 1585                    | 1655                 | 70 năm                           |
| 31  | Tề Hoàn công                    | Tề (Trung Quốc)                               | 636 TCN                 | 567 TCN              | 69 năm                           |
| 32  | Tshudpud Namgyal                | Sikkim (một phần của Raj thuộc Anh from 1858) | 1794                    | 1863                 | 69 năm                           |
| 33  | Ernest II                       | Oettingen-Wallerstein (HRE)                   | 1602                    | 1670                 | 68 năm                           |
| 34  | Alberto Azzo II                 | Este and Milan                                | 1029                    | 20 tháng 8 năm 1097  | 68 năm                           |
| 35  | Louis XIII                      | Oettingen-Wallerstein (HRE)                   | 1449                    | 1517                 | 68 năm                           |
| 36  | Louis II                        | Stadion (HRE)                                 | 1260                    | 1328                 | 68 năm                           |
| 37  | Odo II                          | Blois (Pháp)                                  | 1047                    | 1115                 | 68 năm                           |
| 38  | Malojirao III                   | Mudhol (Ấn Độ)                                | 1737                    | 1805                 | 68 năm                           |
| 39  | Sizzo II                        | Schwarzburg (HRE)                             | 1050                    | 1118                 | 68 năm                           |
| 40  | Robert                          | Bar (HRE)                                     | 1344                    | 20 tháng 11 năm 1411 | 67 năm                           |
| 41  | Sultan Mahmud Shah II           | Perak (Malaysia)                              | 1653                    | 1720                 | 67 năm                           |
| 42  | Johann III                      | Sponheim-Starkenburg (HRE)                    | 1331                    | 1398                 | 67 năm                           |
| 43  | Ramesses II                     | Ai Cập cổ đại                                 | 1279 TCN                | 1213 TCN             | 66 năm                           |
| 44  | Pharnavaz I                     | Vương quốc Iberia                             | 302 TCN                 | 237 TCN              | 65 năm                           |
| 45  | Nandivarman II                  | Pallava Empire (Ấn Độ)                        | 731                     | 796                  | 65 năm                           |
| 46  | Sagramji I Kumbhoji             | Gondal (Ấn Độ)                                | 1648                    | 1713                 | 65 năm                           |
| 47  | Zhao                            | Song (China)                                  | 468 TCN                 | 404 TCN              | 64 năm                           |
| 48  | Khuman III                      | Udaipur (Ấn Độ)                               | 878                     | 942                  | 64 năm                           |
| 48  | Amoghavarsha                    | Rashtrakuta Empire (Ấn Độ)                    | 814                     | 878                  | 64 năm                           |
| 50  | Tề Trang công                   | Tề (China)                                    | 794 TCN                 | 731 TCN              | 64 năm                           |
| 51  | Friedrich IV                    | Castell (HRE)                                 | 1285                    | 1349                 | 64 năm                           |
| 52  | Ja'far ibn Muhammad             | Nizari Ismailism (Umayyad Caliphate)          | 701 hoặc 702            | 765                  | 63–64 years                      |
| 53  | Mahmud III                      | Mansa (Empire of Mali)                        | 1496                    | 1559                 | 63 năm                           |
| 54  | Friedrich II                    | Salm-Neuweiler (HRE)                          | 1610                    | 1673                 | 63 năm                           |
| 55  | Jayavarman VIII                 | Khmer Empire (Cambodia)                       | 1243                    | 1295                 | 63 năm                           |
| 56  | Philipp Ernst                   | Hohenlohe-Waldenburg-Schillingsfürst (HRE)    | 1697                    | 1759                 | 62 năm                           |
| 57  | Karl                            | Sayn-Wittgenstein-Sayn-Altenkirchen (HRE)     | 1741                    | 1803                 | 62 năm                           |
| 58  | Abdul Jalilul Akbar             | Bruneian Empire                               | cuối 1597 hoặc đầu 1598 | 1659                 | 61–62 năm                        |
| 59  | Bhavsinhji I Ratanji            | Bhavnagar (Ấn Độ)                             | 1703                    | 1764                 | 61 năm                           |
| 60  | Aescwine                        | Kingdom of Essex                              | 527                     | 587                  | c. 60 năm                        |
| 61  | Pawl                            | Glywysing (Wales)                             | 480                     | 540                  | c. 60 năm                        |
| 62  | Cynan Garwyn                    | Kingdom of Powys (Wales)                      | 550                     | 610                  | c. 60 năm                        |
| 63  | Mutasiva                        | Anuradhapura (Sri Lanka)                      | 367 TCN                 | 307 TCN              | 60 năm                           |
| 64  | Sophie                          | Bar (HRE)                                     | 1033                    | 1093                 | 60 năm                           |
| 65  | Adesida I                       | Akure (Nigeria)                               | tháng 6 năm 1897        | 1957                 | 60 năm                           |
| 66  | Friedrich I                     | Salm-Blankenburg (HRE)                        | 1210                    | 1270                 | 60 năm                           |
| 67  | Heinrich III                    | Henneberg-Aschach-Römhild (HRE)               | 1292                    | 1352                 | 60 năm                           |
| 68  | Heinrich II                     | Salm-Blankenburg (HRE)                        | 1301                    | 1361                 | 60 năm                           |
| 69  | Otto I                          | Solms-Braunfels (HRE)                         | 1349                    | 1409                 | 60 năm                           |
| 70  | Ludwig                          | Salm-Blankenburg (HRE)                        | 1443                    | 1503                 | 60 năm                           |
| 71  | Mayadunne                       | Sitawaka (Sri Lanka)                          | 1521                    | 1581                 | 60 năm                           |
| 72  | Vanghoji II Jagpalrao Nimbalkar | Phaltan (Ấn Độ)                               | 1570                    | 1630                 | 60 năm                           |
| 73  | Gerhard I the Elder             | Schwarzburg (HRE)                             | 1266                    | 1325 hoặc 1326       | 59 hoặc 60 năm                   |
| 74  | Trần Hồ công                    | Chen (China)                                  | 1045 TCN                | 986 TCN              | 59 năm                           |
| 75  | Guilhem III                     | Toulouse                                      | 978                     | 1037                 | 59 năm                           |
| 76  | Otto I                          | Salm-Kyrburg (HRE)                            | 1548                    | 7 tháng 6 năm 1607   | 59 năm                           |
| 77  | Chu Noãn vương                  | China (Chu)                                   | 314 TCN                 | 256 TCN              | 58 năm                           |
| 78  | Harald I                        | Norway                                        | 872                     | 930                  | c. 58 năm                        |
| 79  | Henry II                        | Baden-Hachberg (HRE)                          | 1231                    | 1289                 | 58 năm                           |
| 80  | Rudolf I                        | Saxe-Wittenberg (HRE)                         | 1298                    | 1356                 | 58 năm                           |
| 81  | Jayaba Mukne                    | Jawhar (Ấn Độ)                                | 1342                    | 1400                 | 58 năm                           |
| 82  | Heinrich V                      | Henneberg-Schleusingen (HRE)                  | 1347                    | 1405                 | 58 năm                           |
| 83  | Nikolaus III                    | Tecklenburg (HRE)                             | 1450                    | 1508                 | 58 năm                           |
| 84  | Mulraj II                       | Jaisalmer State (Ấn Độ)                       | 1762                    | 1820                 | 58 năm                           |
| 85  | Muhammad Shafi ud-din II        | Sambas (Borneo)                               | 1866                    | 1924                 | 58 năm                           |
| 86  | Bột Hải Văn Vương               | Vương quốc Bột Hải                            | 736                     | 793                  | 57 năm                           |
| 87  | Pharasmanes I the Great         | Vương quốc Iberia                             | 1 CE                    | 58                   | c.57 năm                         |
| 88  | Maredydd ap Rhain               | Vương quốc Dyfed (Wales)                      | 740                     | 797                  | 57 năm                           |
| 89  | Sourigna Vongsa                 | Lan Xang (Lào)                                | 1637                    | 1694                 | 57 năm                           |
| 90  | Tề Cảnh công                    | Tề (Trung Quốc)                               | 547 TCN                 | 490 TCN              | 57 năm                           |
| 91  | Mithridates VI                  | Pontos                                        | 120 TCN                 | 63 TCN               | 57 năm                           |
| 92  | Vseslav of Polotsk              | Polotsk                                       | 1044                    | 1101                 | 57 năm                           |
| 93  | Roger II                        | Foix (Pháp)                                   | 1067                    | 1124                 | 57 năm                           |
| 94  | Kori                            | Oyo                                           | 1300                    | 1357                 | 57 năm                           |
| 95  | Bernhard I                      | Bentheim-Bentheim (HRE)                       | 1364                    | 1421                 | 57 năm                           |
| 96  | Yi Hham Hka                     | Kengtung (Burma)                              | 1403                    | 1460                 | 57 năm                           |
| 97  | Sargon                          | Akkadian Empire                               | 2271 BC                 | 2215 BC              | 57 năm                           |
| 98  | Johannes                        | Waldburg-Waldsee (HRE)                        | 1667                    | 1724                 | 57 năm                           |
| 99  | Tần Chiêu Tương vương           | Tần (Trung Quốc)                              | 307 BC                  | 250 BC               | 57 năm                           |
| 100 | Adolf Ludwig Wilhelm            | Sayn-Wittgenstein-Karlsburg (HRE)             | 1749                    | 1806                 | 57 năm                           |